# Charlotte Bara
Charlotte Bara (Brussel, 20 april 1901 - Ascona, 7 december 1986) was een Belgisch danseres die ook in Zwitserland actief was.

## Biografie
Charlotte Bara was een dochter van Paul Bara. Ze was gehuwd met psycholoog Carl Ruetters. Ze volgde een opleiding tot danseres bij Alexandre Sakharoff in Lausanne, bij Berthe Trümpy en Vera Skoronel in Berlijn en bij Raden Mas Jodjani in Nederland. Vanaf 1917 trad ze op in Brussel, later ook in Berlijn en vanaf 1924 ook in Zwitserland. Ze was voornamelijk actief in Ascona, waar ze in 1928 haar theater opende, het San Materno. Ze gaf er tot de jaren 1950 ook dansles. Gabriele d'Annunzio vergeleek haar vanwege haar expressieve kracht met Eleonore Duse.